# 80 за Брейди
„80 за Брейди“ (на английски: 80 for Brady) е американска спортна комедия от 2023 г. на режисьора Кайл Марвин, сценарият е на Сара Хаскинс и Емили Холпърн, а продуцент е известният състезател по американски футбол Том Брейди. Във филма участват Лили Томлин, Джейн Фонда, Рита Морено, Сали Фийлд и Брейди. Филмът излизa по кината в Съединените щати на 3 февруари 2023 г. и получава смесени отзиви от критиците.

## Актьорски състав
- Лили Томлин – Лу
- Джейн Фонда – Триш
- Рита Морено – Маура
- Сали Фийлд – Бети
- Том Брейди – себе си
- Били Портър – Гугу
- Роб Кордри – Пат
- Алекс Мофат – Нат
- Гай Фиери – себе си
- Хари Хамлин – Дан
- Боб Балабан – Марк
- Глин Търман – Мики
- Сара Гилбърт – Сара
- Джими О. Йанг – Тони
- Рон Фънчес – Чип
- Сара Къркландж – Ида
- Алекс Бентли – Мат Патриция
- Патън Освалт – Брискет
- Рета – себе си